# 八角墳

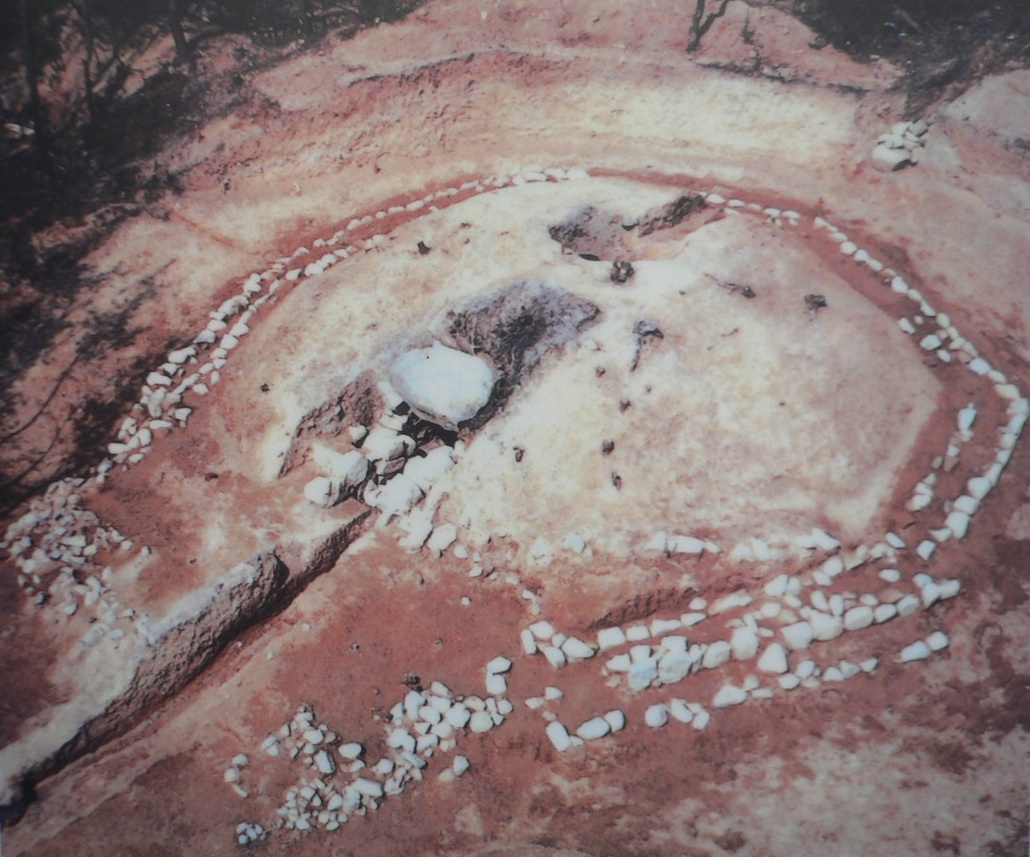
発掘中の八角墳（中山荘園古墳）

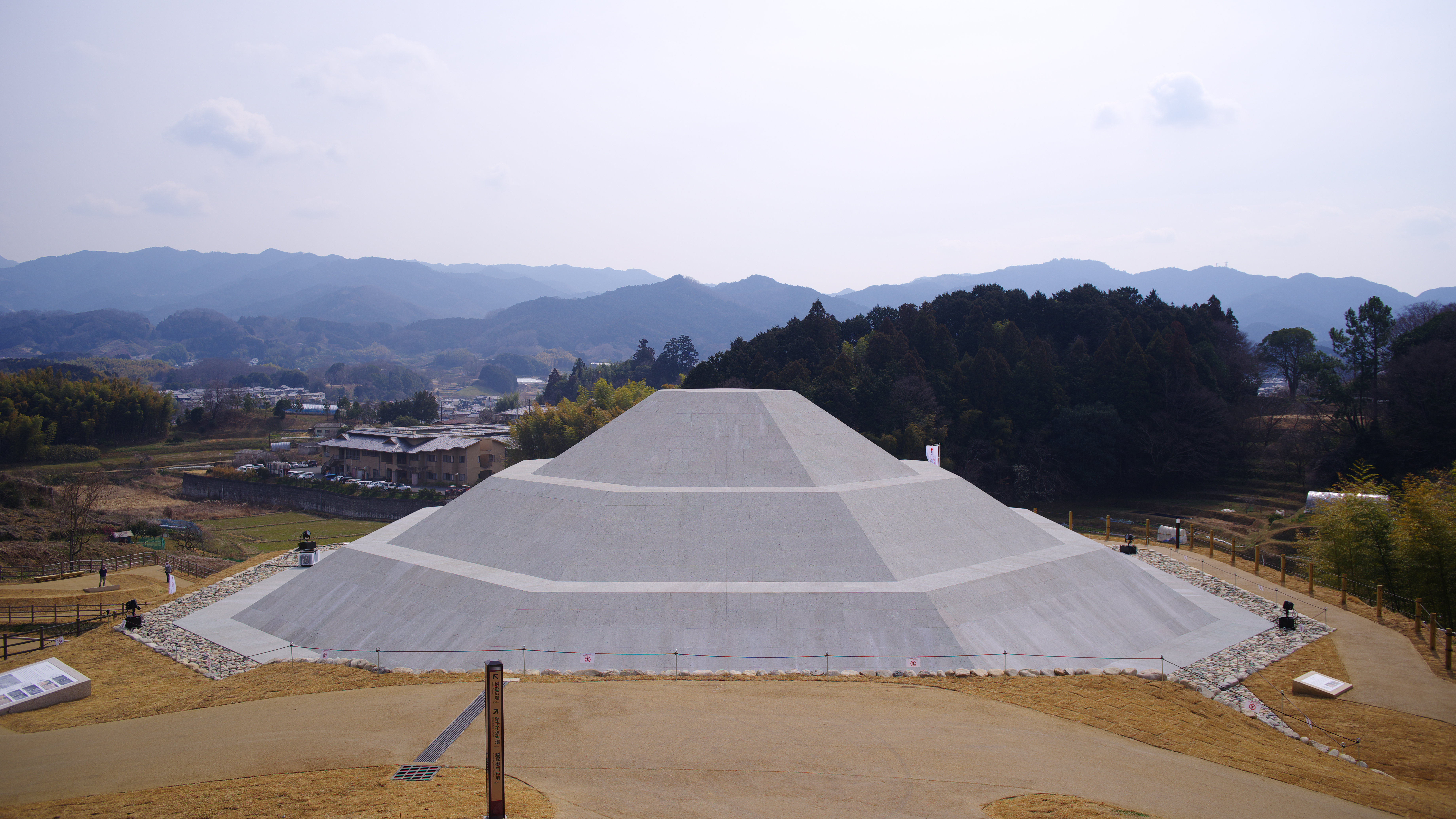
復元整備された八角墳（牽牛子塚古墳）

八角墳（はっかくふん）は古墳時代の終末期（7世紀半ば）に造られた正八角形の古墳。京都市の御廟野古墳（現・天智天皇陵）や奈良県高市郡明日香村の野口王墓古墳（現・天武・持統合葬陵）などが有名。

## 八角墳の意味
八角墳の意味については、道教を含めた広い意味での古代中国の政治思想において、八角形が天下八方の支配者にふさわしいという思想の影響が考えられる。
八角墳は森浩一の提唱によると最終末古墳に含まれる。即位した大王が祭られている可能性を指摘する学者もあるが、奈良県だけではなく東京都多摩市の稲荷塚古墳をはじめ東日本など各地で少数ではあるが確認されていることから、即位した大王だけを祭るために造られている可能性に疑いを持つ学者も多い。
八角墳は7世紀の半ばになると、大王墓のみが営むようになる。現在知られている限りでは、奈良県桜井市の段ノ塚古墳（現舒明天皇陵）、奈良県高市郡明日香村の野口王墓（現天武・持統陵）、一般に文武天皇陵と考えられている奈良県明日香村中尾山古墳、それに御廟野古墳などが八角形平面の墳丘を持っている。7世紀半ば、日本では初めて大王に固有の型式の陵墓が出現したといえる。これらのほかに、奈良県高市郡高取町の束明神古墳（草壁皇子の真弓山稜か）、方形墳の上に八角形の墳丘を造っている可能性のある明日香村の岩屋山古墳（斉明天皇陵か）などが八角形墳の可能性を指摘されている。
八角墳は、舒明天皇の墓から始まっていると考えられ、日本の大王の墓に固有の型式の陵墓が考え出されたと捉えることができる。これは、大王を他の有力豪族からも隔絶した支配者とみなし、中央集権国家の樹立を目指すものであったと考えられる。

### 墳形の変化
この墳形の被葬者は、既述のように天皇やその近親者と考えられるので、八角形墳は、天皇の固有の型式として使用され始めたと言える。上八角下方墳の舒明陵が最も古いと仮定するなら、もとは方墳を基礎に構築されたと推定できるので、6世紀末以降の天皇陵は前方後円墳 → （大型円墳） → 大型方墳 → 上八角下方墳 → 八角墳と変化したと考えられる。

## 最近の調査結果
2006年（平成18年）4月19日、大阪府茨木市の桑原遺跡の桑原古墳群で7世紀の埋没群集墳24基を検出した中の1基が八角墳であり、中臣鎌足の墓の可能性を指摘する声があり、マスメディアでも紹介された。
また、2009年から2010年にかけて奈良県明日香村の牽牛子塚古墳の調査が明日香村教育委員会によっておこなわれ、2010年9月、調査成果が公表された。

## 主な古墳
大王陵
- 段ノ塚古墳（現・舒明天皇陵） - 奈良県桜井市
- 御廟野古墳（現・天智天皇陵） - 京都市
- 野口王墓古墳（現・天武・持統合葬陵） - 奈良県高市郡明日香村・7世紀後半（上八角下方墳）
- 中尾山古墳（文武天皇陵の可能性高い） - 奈良県明日香村・8世紀初頭
- 束明神古墳（草壁皇子の真弓山稜の蓋然性が高く、八角墳の可能性がある。奈良県高市郡高取町）
- 岩屋山古墳（斉明陵の可能性。方形墳の上に八角形の墳丘を営んでいた可能性が強い。
- 牽牛子塚古墳（斉明陵の可能性[5]）奈良県明日香村越、2010年9月斉明陵の可能性強まるとの報道[6][7]

首長墓
- 稲荷塚古墳：東京都多摩市百草・7世紀前半[注 2][8]
- 三津屋古墳：群馬県北群馬郡吉岡町・7世紀前半
- 経塚古墳：山梨県笛吹市（旧一宮町）・1994年発見・7世紀前半
- 伊勢塚古墳：群馬県藤岡市・6世紀前半
- 中山荘園古墳：兵庫県宝塚市[注 3][9]

八角墳である可能性が指摘されている古墳
- 尾市1号墳 - 広島県福山市新市町[注 4][10]
- 神保一本杉古墳 - 群馬県高崎市吉井町[注 5][11]

八角墳である可能性が指摘されている遺構
- 武井廃寺塔跡古墳 - 群馬県[注 6][12]